# Mail Delivery Agent
Un mail delivery agent (MDA), chiamato anche local delivery agent (LDA), è un software che consegna i messaggi e-mail nelle caselle email dei destinatari di un certo insieme di domini.
L'MDA riceve la corrispondenza solitamente da un mail transfer agent e la processa con filtri del sistema, ad esempio per trattare i messaggi indesiderati o dannosi (analizzati dallo stesso MDA, ma più spesso individuati da altri software antispam e antivirus in fasi precedenti della vita dei messaggi) o con filtri dei destinatari, ad esempio per contrassegnare come importante la corrispondenza di certi mittenti.
Infine, l'MDA memorizza i messaggi email nelle varie caselle, rese disponibili ai rispettivi utenti per l'accesso con client di posta elettronica, tipicamente da remoto usando protocolli IMAP o POP, o da locale tramite accesso diretto al file system.

## Esempi
- CommuniGate Pro
- Courier Mail Server
- Cyrus IMAP server
- IceWarp Mail Server
- IBM Lotus Domino
- Dovecot
- hMailServer
- MDaemon
- Microsoft Exchange Server
- procmail
- Zarafa
- Zimbra